# Cabernet sauvignon
Cabernet sauvignon je sorta rdečega grozdja, večinoma uporabljena za pridelavo vina in je v svetovnem merilu poleg Chardonnaya ena najpogosteje gojenih trt. Mnogo znanih rdečih vin, med drugimi tudi Rdeči bordeaux, vsebuje grozdje Cabernet Sauvignon. V zadnjih letih so vse bolj popularni Cabernet sauvignoni iz prodornih držav novega sveta, kot npr. Kalifornija, Avstralija, Čile, Argentina. Na Slovenskem je to glavna rdeča sorta vipavskega vinorodnega okoliša.
Grozd te vinske trte je majhen, zbit in cilindričen, včasih tudi s krilcem. Jagodni sok je sladek in s specifičnim okusom. Listje je srednje veliko, pet ali celo sedem delno in okroglasto, temno zelene barve. Grozdne jagode so drobne, okrogle tanka ovojnica grozdnih jagod pa pogosto pogojuje visoko vsebino taninov, ki omogočajo staranje vina. Kot vse plemenite sorte trt, tudi Cabernet Sauvignon spada v vrsto Vitis vinifera, genetske študije iz leta 1997 pa navajajo, da je ta sorta nastala s križanjem dveh sort: Cabernet franc in Sauvignon Blanc.
Sorta daje posebno visokokvalitetno suho vino, ki se posebno izraža v lepi elegantni cvetici, skladnem polnem okusu in temno rubinasti ne preveč intenzivni barvi. S staranjem postane to vino še posebej kakovostno, ki ga zlasti cenijo dobri poznavalci rdečih vin. Pogosto ga izdelujejo tudi kot barrique.
Cabernet sauvignon lepo dopolnjuje mineštre s suhim mesom, srednje dozorele aromatične sire, začinjene goveje jedi in jedi iz divjačine.
Ponudimo ga temperiranega na 13-15 ˚C.